# Tatra 148
Tatra 148 — чехословацкий крупнотоннажный грузовой автомобиль, производимый в 1969—1982 гг. компанией Tatra. Полноприводный трёхосный грузовик капотной компоновки является дальнейшим развитием модели Tatra 138 с некоторыми изменениями. Самое заметное внешнее отличие — форма капота.

## История
В 1967 году в компании Tatra решили модернизировать модель T138. Задание требовало увеличить мощность двигателя, повысить скорость и надёжность, а также уменьшить шумность и выбросы в атмосферу. Первый опытный экземпляр получил обозначение Tatra 2-138, а в 1968 году уже появились прототипы модели 148. В 1969 году она встала на конвейер, но до 1972 года делила его с «138-й» «Татрой», и за это время было выпущено всего 577 штук «148-х». С 1972 года Tatra 148 полностью сменила на конвейере 138-ю модель.
В 1979 году Tatra 148 подверглась модернизации: на основе опыта эксплуатации в конструкцию внесли изменения, в частности, был снижен расход топлива, понижен уровень шума в кабине, обеспечен устойчивый запуск двигателя при морозах до -20 °C, применены воздухоочистители с масляной ванной, новый генератор, сиденье водителя с пневматической подвеской и другие усовершенствования. Внешне автомобили, получившие обозначение Tatra 2-148, стали отличаться изменённой конфигурацией отверстий в облицовке капота.

### ВСССР
Грузовики Tatra 148 работали практически во всех регионах страны. Они встречались на крупных стройках в Ленинграде, Москве, но больше всего их было в Сибири, так как двигатель с воздушным охлаждением облегчал эксплуатацию грузовиков в морозы. «148-е» составляли основную часть автопарка Самотлорского нефтяного месторождения, около сотни работало на Хрустальненском горно-обогатительном комбинате вплоть до 1990-х годов; часть из них переоборудовали в цистерны для доставки мазута и дизельного топлива на дальние рудники. Для них изготовили прицепы из списанных «138-х», но местная ГАИ вскоре запретила их эксплуатацию по соображениям безопасности: местность в районе комбината изобиловала большими уклонами. Много грузовиков находилось в распоряжении Берелехской автобазы № 5 в Сусумане, они обеспечивали грузами труднодоступные районы и работали в составе автопоездов с двухосными, а иногда и трёхосными большегрузными прицепами.
Кроме того, «148-е» работали на многих «стройках века», включая строительство Чернобыльской АЭС. После завершения строительства несколько грузовиков осталось при АЭС, и после аварии они вошли в число техники, утилизированной из-за радиоактивного облучения.
Из необычных применений «148-х» стоит отметить эксплуатацию грузовиков в Казахской ССР, где их использовали на уборке урожая зерновых (при этом грузовик мог тянуть до трёх тракторных прицепов 3ПТС12), и на усть-каменогорских рудниках, где грузовики перевозили породу прямо по подземным выработкам.
Всего в СССР поступило около 26 000 грузовиков Tatra 148.

## Конструкция
Грузовик построен по уже ставшей к тому моменту традиционной схеме с центральной хребтовой рамой в модульной концепции.

### Шасси
Общая конструкция шасси аналогична «Татре 138», однако есть и некоторые изменения. К ним относятся разъёмные картеры ведущих мостов, взятые у модели Tatra 813; межосевой дифференциал, благодаря которому снизилась нагрузка на полуоси и уменьшился износ шин задних мостов. Межколёсные и межосный дифференциалы блокировались с помощью электричества и пневматики. Для того чтобы заблокировать межколёсные дифференциалы, нужно было удерживать единую кнопку, а межосный дифференциал имел отдельные кнопки включения и выключения блокировки. Качающиеся полуоси усилили по сравнению с моделью 138, и они ломались при перегрузке гораздо реже.

### Двигатель
На грузовики модели 148 устанавливали V-образный дизельный двигатель Tatra Т2-928-1 мощностью 212 л. с. при 2000 об/мин с углом развала цилиндров 75 градусов. Рабочий объём — 12,667 литров, максимальный крутящий момент 813 Н•м достигается при 1200 об/мин. Воздушное охлаждение производилось одной многолопастной турбиной. Как и на предыдущей модели, двигатель отличался высокой ремонтопригодностью. Базовый расход составлял 31 литр дизеля на 100 км . Объем топливного бака увеличился до 200 литров.

## Модификации
Основные модификации модели Татра 148:
- Самосвалы S1 и S3;
- Бортовые грузовики (военные и гражданские);
- Двух- и трехосные тягачи (NT 4x4 и NT 6x6);
- Автоцистерны (военные и гражданские);
- Шасси для пожарных машин;
- Шасси для автокранов и экскаваторов.

Всего выпущено 113647 машин всех модификаций.
- Пожарный автомобиль Tatra 148 CAS
- Автокран на шасси Tatra 148
- Tatra 148 бетоносмеситель
- Tatra 148 S3
- Подъемный механизм кузова 148 VS1
- Tatra 148 S1 и 148 S3
- Tatra 148 NTt 6×6 тягач
- Tatra 148 S1 игрушка

## Технические характеристики[4]
| Длина х ширина х высота, мм   | 7295 х 2500 х 2610                                                               |
| База, мм                      | 3690+1320                                                                        |
| Снаряжённая масса, кг         | 10 800                                                                           |
| Грузоподъёмность, кг          | 15 660                                                                           |
| Максимальная скорость, км/ч   | 75                                                                               |
| Расход топлива, л/100 км      | 31,2                                                                             |
| Объём топливного бака, литров | 200                                                                              |
| Двигатель                     |                                                                                  |
| Модель                        | Т2-928-1                                                                         |
| Тип                           | Дизельный, V-образный, с воздушным охлаждением, OHV, 8-цилиндровый, 16-клапанный |
| Объем, см3                    | 12 667                                                                           |
| Мощность, л. с.               | 212 при 2000 об/мин                                                              |
| Крутящий момент, Н•м          | 813 при 1200 об/мин                                                              |